# معركة (صور)
معركة  هي إحدى القرى لبنانية من قرى قضاء صور في محافظة الجنوب.
تعتبر معركة من أكبر قرى قضاء صور. وتقع على الواجهة الشرقية لمدينة صور التاريخية. تنتشر على مجموعة هضاب صغيرة بمساحة اجمالية تقارب الـ 2000 هكتار. وتضم ربوعها حوالي 12000 نسمة منهم ستة آلاف مقيمين في البلدة. تبعد عن مركز القضاء صور 10 كم، وعن مركز المحافظة صيدا 45 كم وعن العاصمة بيروت 90 كم.

## التسمية
في الذاكرة الشعبية للبلدة، يرجع اصل الاسم بالتاريخ إلى القرن الأول قبل الميلاد عندما قاوم سكان المنطقة هجوم الاسكندر المقدوني على مدينة صور. وقد ذكر اسم بلدة معركة في مناسبات عديدة. 
- قسمت بلاد الشام بعد خضوعها للمماليك إلى ست وحدات إدارية، أطلق على الوحدة اسم «مملكة» وقد كانت «معركة» تشكل جزءاً من ولاية صور إحدى ولايات مملكة صفد.
- يروي الباحث عفيف بطرس مرهج أن أصل اسم بلدة «معركة» يعود إلى المعارك العربية التي خاضتها هذه البلدة.
- أما المؤرخ أنيس فريحة فيقول: إن اسم بلدة معركة يعود إلى التحام الجيوش التي تصارعت على أرضها.
- أما العلامة السيد محسن الأمين فيقول في كتابه «خطط جبل عامل»: «معركة»: بلفظ الحرب قرية في ساحل صور وبها كان يسمى ساحل معركة أحد مقاطعات جبل عامل.[1]

## الموقع والمساحة
تقع «معركة» على مجموعة من التلال المتقاربة المنبسطة شرق مدينة صور وتبعد عنها حوالي عشر كيلومترات، تحيط بها الأودية من الجهتين الشمالية والجنوبية، وتحدها قرى العباسية وطورا وجناتا ومعروب وباريش وبافليه ودبعال وجويا ووادي جيلو ويانوح والبازورية وطيردباووادي جيلو والعباسية. 

تعلو عن سطح البحر من 200 متر إلى 285 مترا، وتبلغ مساحتها في الدوائر العقارية في صيدا: (18360 دونما). 
وعندما أجرت الدولة اللبنانية المساحة عام 1938 م تم فصل ابريان وجوار النخل والرمالي وشارنيه وعزية معركة وأماكن أخرى وتم تسجيل المساحة الحالية والبالغة 18360 دونما

## مميزاتها
تمتاز بينابيعها الغزيرة خاصة في فصلي الشتاء والربيع وأهمها نبع الراموح ونبع فقعين. يعتاش قسم كبير من سكانها من الزراعة وخاصة زراعة الخضار والحبوب واشجار الزيتون.وتضم عدد كبير من المحلات التجارية و3 اندية رياضية وثقافية وعدد من المساجد التاريخية أما القسم الباقي فهم من الموظفين وبالاخص في قطاع التعليم الرسمي والخاص. وتعتتبر مركزاتربويا بمنطقتها حيث تضم 8 مؤسسات تربوية رسمية وخاصة.

## سكانها
يفوق عدد سكان البلدة 12000 ألف نسمة.

## في مواجهة الإحتلال الإسرائيلي
لقد حازت بلدة معركة خلال السنوات الخمس عشرة التي خلت على لقب «أم القرى - بوابة التحرير»، نظراً للدور البارز الذي لعبه أهلها في المواجهات المدنية ضد الاحتلال الإسرائيلي بعد العام 1982، ولتواجد عدد من كوادر وقادة المقاومة الوطنية فيها وابرزهم القائدان محمد سعد وخليل جرادي، وقد ارتكبت قوات الاحتلال الإسرائيلي مجزرة عندما أقدمت على تفجير حسينية البلدة عام 1985 م وقد استشهد فيها سعد وجرادي إضافة إلى عدد من أبناء البلدة·

## وصلات خارجية
موقع البلدة